# Stussenia membranifolia
Stussenia membranifolia là một loài thực vật có hoa trong họ Mua. Loài này được (H.L. Li) C. Hansen miêu tả khoa học đầu tiên năm 1985.